# Pittefaux
Pittefaux är en kommun i departementet Pas-de-Calais i regionen Hauts-de-France i norra Frankrike. Kommunen ligger i kantonen Boulogne-sur-Mer-Nord-Est som tillhör arrondissementet Boulogne-sur-Mer. År 2022 hade Pittefaux 115 invånare.

## Befolkningsutveckling
Antalet invånare i kommunen Pittefaux
| Referens: INSEE |